# Asystasia scandens
Asystasia scandens är en akantusväxtart som först beskrevs av John Lindley, och fick sitt nu gällande namn av William Jackson Hooker. Asystasia scandens ingår i släktet Asystasia och familjen akantusväxter. Inga underarter finns listade i Catalogue of Life.

## Bildgalleri

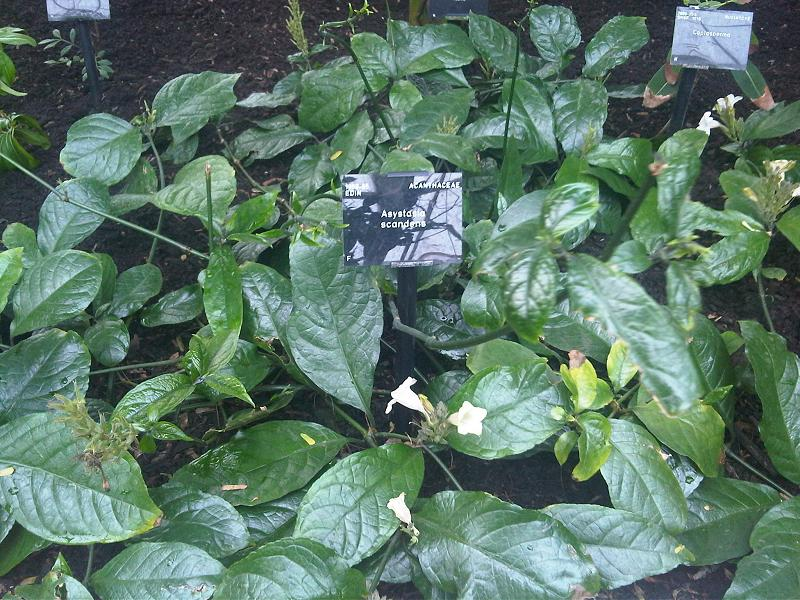